# Спортски центар Ченгду
Спортски центар Ченгду ( и Сичуан СПЦ(кин: 四川省体育中心))  је вишенаменски стадион, који се налази у Ченгдуу, (Кина). Капацитет стадиона износи 39.225 места за седење. Овај стадион је домаћи стадион фудбалског клуба Ченгду ножеви.
Стадион је био једно од места одржавања групне фазе ФИФА Светског првенства за жене 2007. На стадиону је одиграно укупно шест утакмица са овог првенства.
На стадиону се такође одржавају и концерти. Претходни догађаји укључују Бест дамн тур канадске певачице Аврил Лавињ 30. септембра 2008. године, што је први пут да је западни уметник наступио на стадиону, као и К-поп светску турнеју турнеју групе Биг Банг'с 14. августа 2015. пред 30.000 гледалаца. Мараја Кери је такође имала концерт на овом стадиону 12. октобра 2014. године.
Стадион се користио за церемоније отварања и затварања Светских полицијских и ватрогасних игара 2019. године.